# Episodi di Matlock (quinta stagione)
La quinta stagione della serie televisiva Matlock, composta da 22 episodi, è stata andata in onda negli Stati Uniti sul canale NBC tra il 1990 e il 1991.
| nº | Titolo originale         | Titolo italiano                   | Prima TV USA     | Prima TV Italia |
| -- | ------------------------ | --------------------------------- | ---------------- | --------------- |
| 1  | The Mother               | L'arma del delitto                |                  |                 |
| 2  | No Where To Turn, Part 1 | Attento all'oroscopo - 1ª parte   |                  |                 |
| 3  | No Where To Turn, Part 2 | Attento all'oroscopo - 2ª parte   |                  |                 |
| 4  | The Madam                | Madame Rwals                      |                  |                 |
| 5  | The Personal Trainer     | L'istruttore personale            |                  |                 |
| 6  | The Narc                 | Corruzione alla squadra narcotici |                  |                 |
| 7  | The Secret, Part 1       | Il ricatto - 1ª parte             |                  |                 |
| 8  | The Secret, Part 2       | Il ricatto - 2ª parte             |                  |                 |
| 9  | The Brothers             | I fratelli                        |                  |                 |
| 10 | The Cover Girl           | La fotomodella                    |                  |                 |
| 11 | The Biker                | Il motociclista                   |                  |                 |
| 12 | The Broker               | L'agente di cambio                |                  |                 |
| 13 | The Fighter              | Il pugile                         |                  |                 |
| 14 | The Critic               | Il critico                        |                  |                 |
| 15 | The Parents              | Un caso di adozione               |                  |                 |
| 16 | The Man Of The Year      | L'uomo dell'anno                  |                  |                 |
| 17 | The Arsonist             | L'incendiario                     |                  |                 |
| 18 | The Formula              | La formula                        |                  |                 |
| 19 | The Trial, Part 1        | Il processo - 1ª parte            |                  |                 |
| 20 | The Trial, Part 2        | Il processo - 2ª parte            | 26 febbraio 1991 |                 |
| 21 | The Accident             | L'incidente                       |                  |                 |
| 22 | The Celebrity            | La diva                           |                  |                 |